# Cladiella aspera
Cladiella aspera is een zachte koraalsoort uit de familie Alcyoniidae. De koraalsoort komt uit het geslacht Cladiella. Cladiella aspera werd in 1970 voor het eerst wetenschappelijk beschreven door Tixier-Durivault. 